# Pledge of Allegiance

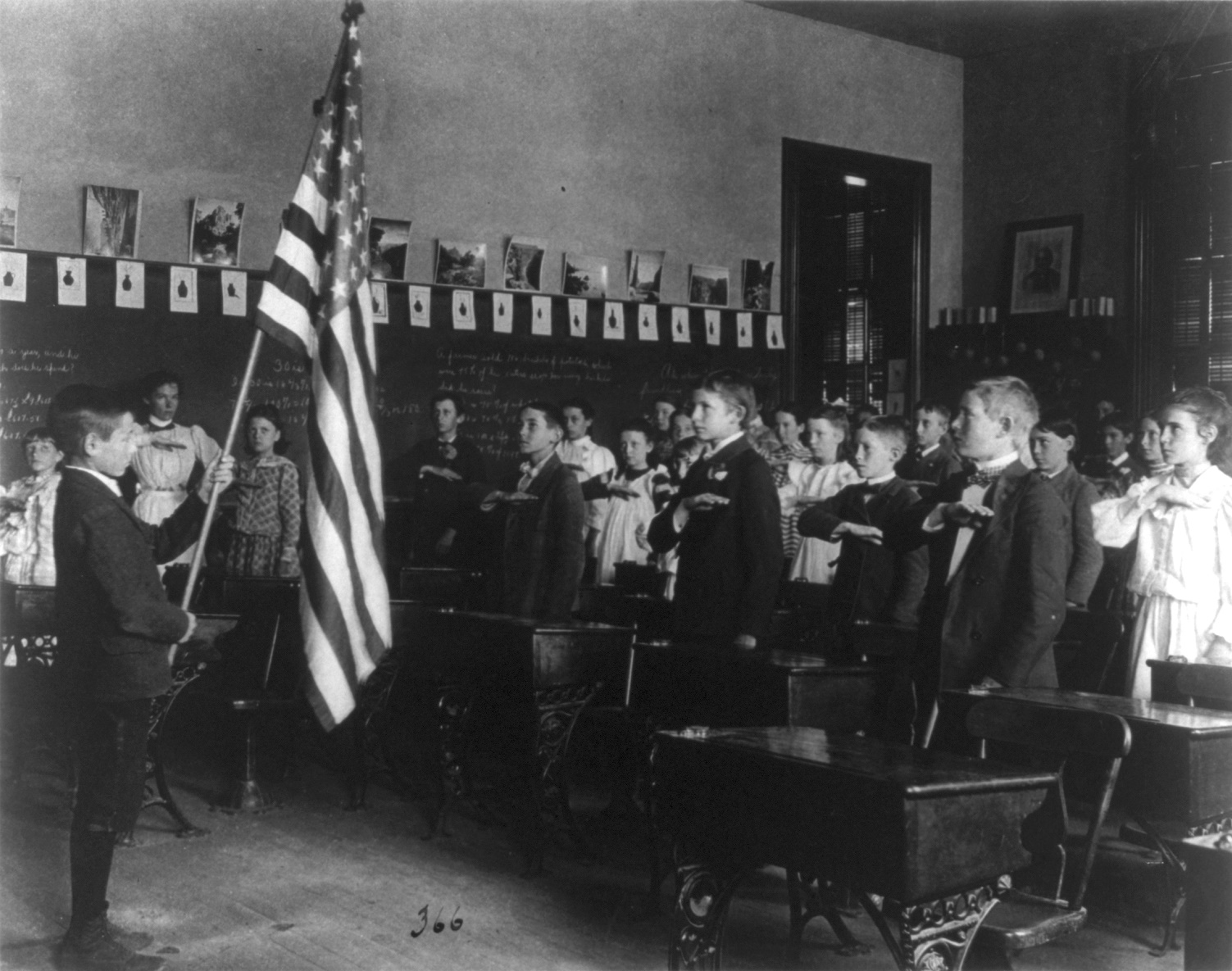
Washingtoni iskolások hűségesküje 1899-ben

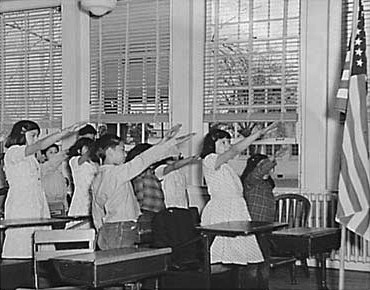
Amerikai diákok a náci karlendítéshez hasonló módon tisztelegnek a zászló előtt a Hűségeskü közben, 1941-ben

A Pledge of Allegiance (’Hűségeskü’) az Amerikai Egyesült Államokban elterjedt hűségnyilatkozat, amelyet a polgárok ünnepélyes alkalmakkor valamint az iskolások a tanítási nap kezdetekor mondanak el. Az eskü eredeti szövegét Francis Bellamy írta 1882-ben, és a kongresszus 1942-ben fogadta el hivatalos hűségnyilatkozatnak. A Pledge of Allegiance szövegét összesen négyszer módosították; utoljára 1954-ben.

## Szövege
A Hűségeskü hatályos szövege a következő:
|  | „I pledge allegiance to the Flag of the United States of America, and to the republic for which it stands, one Nation under God, indivisible, with liberty and justice for all.” |
|  | |

Magyar fordításban:
|  | „Hűséget fogadok az Amerikai Egyesült Államok Zászlajának és a köztársaságnak, amelyet jelképez: egy és oszthatatlan Nemzet az Isten színe előtt, amely szabadságot és igazságosságot nyújt mindenkinek.” |
|  | |

Az eskü eredeti, 1892-es szövege valamivel rövidebb volt:
|  | „I pledge allegiance to my Flag and the republic for which it stands, one nation indivisible, with liberty and justice for all.” |
|  | |

|  | „Hűséget fogadok a Zászlómnak és a köztársaságnak, amelyet jelképez: egy és oszthatatlan Nemzet, amely szabadságot és igazságosságot nyújt mindenkinek.” |
|  | |

Még a keletkezés évében apró nyelvtani jellegű módosítást kapott a szöveg: ekkor került a ’to’ szócska a ’the republic’ elé.
1922-ben aztán a ’zászlóm’ jelentésű ’my flag’ az ’Egyesült Államok zászlaja’ jelentésű ’the Flag of the United States’ alakra módosult, a hagyomány szerint azért, hogy a bevándorlóknak is világos legyen, melyik zászlónak fogadnak hűséget. A következő évben a ’United States’ a ’United States of America’ (Amerikai Egyesült Államok) alakra bővült.
Végül 1954-ben, a hidegháború tetőpontján, a Kongresszus beillesztette ’az Isten színe előtt’ jelentésű ’under God’ fordulatot, hogy hangsúlyozza a különbséget a hívő Amerika és az istentagadó kommunisták között.